# Astragalus subschachimardanus
Astragalus subschachimardanus är en ärtväxtart som beskrevs av Mikhail Grigoríevič Popov. Astragalus subschachimardanus ingår i släktet vedlar, och familjen ärtväxter. Inga underarter finns listade i Catalogue of Life.